# 布雷迪維爾 (愛荷華州)
布雷迪維爾（英語：Braddyville）是一個位於美國愛荷華州佩奇縣的城市。

## 地理
布雷迪維爾的座標為40°34′43″N 95°01′47″W / 40.57861°N 95.02972°W，而該地的平均海拔高度為300米（即984英尺）。

## 人口
根據2010年美國人口普查的數據，布雷迪維爾的面積為1.37平方千米，當中陸地面積為1.37平方千米，而水域面積為0.00平方千米。當地共有人口159人，而人口密度為每平方千米116人。